# 圣博迪耶德拉图尔
圣博迪耶德拉图尔（法語：Saint-Baudille-de-la-Tour，法語發音：[sɛ̃ bodij də la tuʁ]，意为“拉图尔的圣博迪耶”）是法国伊泽尔省的一个市镇，属于拉图尔迪潘区。

## 地理
圣博迪耶德拉图尔（45°47'23"N, 5°20'18"E）面积21.76 平方千米，位于法国奥弗涅-罗讷-阿尔卑斯大区伊泽尔省，该省份为法国东南部内陆省份，北起顺时针与安省、萨瓦省、上阿尔卑斯省、德龙省、阿尔代什省、卢瓦尔省和罗讷省。
与圣博迪耶德拉图尔接壤的市镇（或旧市镇、城区）包括：阿努瓦桑-沙特朗、拉巴尔姆莱格罗特、沙雷特、库特奈、昂比河畔耶尔、奥普特沃、帕尔米略。

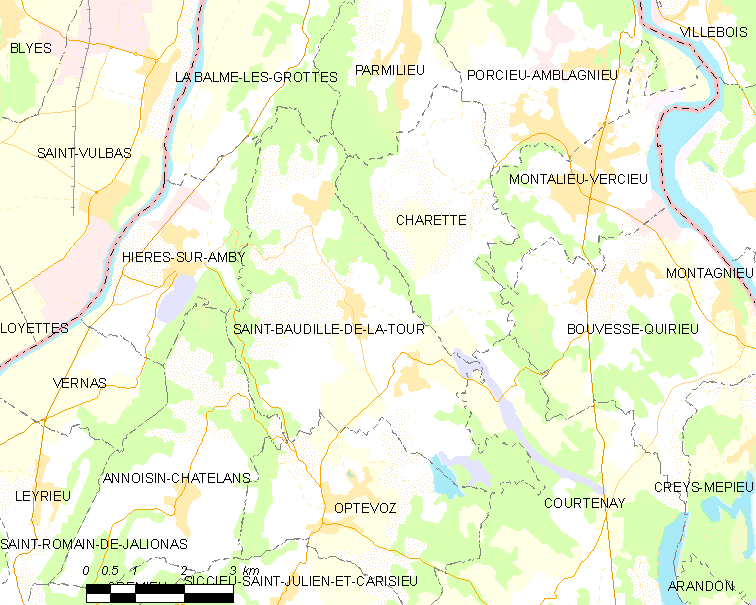
圣博迪耶德拉图尔的OSM定位图

圣博迪耶德拉图尔的时区为UTC+01:00、UTC+02:00（夏令时）。

## 行政
圣博迪耶德拉图尔的邮政编码为38118，INSEE市镇编码为38365。

## 政治
圣博迪耶德拉图尔所属的省级选区为沙尔维约-沙瓦尼厄县。

## 人口

1962-2008年间圣博迪耶德拉图尔人口变化图示

圣博迪耶德拉图尔于2022年1月1日时的人口数量为842人。